# Dharasana Satyagraha
Die Dharasana Satyagraha war ein Protest gegen die britische Salzsteuer im kolonialen Indien im Mai 1930. Nach dem Abschluss des Salzmarsches nach Dandi wählte Mahatma Gandhi die gewaltfreie Besetzung der Saline Dharasana in Gujarat als nächsten Protest gegen die britische Herrschaft. Hunderte von Satyagrahis wurden von Soldaten unter britischem Kommando in Dharasana geschlagen. Die daraus resultierende Öffentlichkeitswirkung zog die Aufmerksamkeit der Welt auf die indische Unabhängigkeitsbewegung und stellte die Legitimität der britischen Herrschaft in Indien in Frage.:234

## Hintergrund
Der indische Nationalkongress unter der Leitung von Gandhi und Jawaharlal Nehru gab am 26. Januar 1930 öffentlich die Unabhängigkeitserklärung oder Purna Swaraj heraus.:141 Der Salzmarsch nach Dandi, der mit der illegalen Herstellung von Salz durch Gandhi am 6. April 1930 endete, startete einen landesweiten Protest gegen die britische Salzsteuer. Am 4. Mai 1930 schrieb Gandhi an Lord Irwin, Vizekönig von Indien, und erklärte seine Absicht, die Saline von Dharasana zu besetzen. Er wurde sofort verhaftet. Der indische Nationalkongress beschloss, den vorgeschlagenen Aktionsplan fortzusetzen. Viele der Kongressleiter wurden vor dem geplanten Tag verhaftet, darunter Nehru und Sardar Vallabhbhai Patel.

## Marsch nach Dharasana
Der Marsch verlief wie geplant, mit Abbas Tyabji, einem 76 Jahre alten Richter im Ruhestand, der den Marsch mit Gandhis Frau Kasturbai an seiner Seite anführte. Beide wurden vor ihrer Ankunft in Dharasana verhaftet und zu drei Monaten Gefängnis verurteilt.:89 Nach ihrer Verhaftung wurde der friedliche Aufruhr unter der Führung von Sarojini Naidu und Maulana Abul Kalam Azad fortgesetzt. Einige Kongressleiter waren nicht damit einverstanden, dass Gandhi eine Frau darin unterstützte, den Marsch zu führen.:128 Hunderte von Freiwilligen des Indischen Nationalkongresses marschierten auf das Gelände der Saline von Dharasana zu. Naidu und die Satyagrahis näherten sich mehrmals der Saline, bevor sie von der Polizei zurückgedrängt wurden. Irgendwann setzten sie sich hin und warteten achtundzwanzig Stunden lang. Hunderte weitere wurden verhaftet.:89

## Schläge
Naidu war sich bewusst, dass Gewalt gegen die Satyagrahis eine Bedrohung darstellt, und warnte sie: „Ihr dürft unter keinen Umständen Gewalt anwenden. Ihr werdet geschlagen werden, aber ihr dürft nicht widerstehen: Ihr dürft nicht einmal eine Hand erheben, um Schläge abzuwehren.“ Am 21. Mai versuchten die Satyagrahis, den Stacheldraht zum Schutz der Salinen wegzuziehen.
Die Polizei griff sie an und begann, sie zu schlagen.:90
Der amerikanische Journalist Webb Miller war Augenzeuge der Schläge von Satyagrahis mit stahlbestückten Lathis. Sein Bericht erregte internationale Aufmerksamkeit:
„Nicht ein einziger der Demonstranten hob auch nur einen Arm, um die Schläge abzuwehren. Sie fielen um wie Kegel. Von dort, wo ich stand, hörte ich das widerliche Geräusch der Schläge auf die ungeschützten Schädel. Die wartende Menge der Beobachter stöhnte und saugte ihre Atemzüge mit mitfühlendem Schmerz bei jedem Schlag ein.

Diejenigen, die niedergeschlagen wurden, fielen zerschlagen, bewusstlos oder sich vor Schmerzen krümmend mit gebrochenen Schädeln oder gebrochenen Schultern. In zwei bis drei Minuten war der Boden mit Körpern bedeckt. Große Blutflecken breiteten sich auf ihren weißen Kleidern aus. Die bisher verschont Gebliebenen marschierten, ohne aus ihren Reihen auszubrechen, still und beharrlich weiter, bis auch sie niedergeschlagen wurden. Wenn alle in der ersten Reihe niedergeschlagen waren, eilten die Krankenträger unbehelligt von der Polizei herbei und trugen die Verletzten zu einer strohgedeckten Hütte, die als temporäres Krankenhaus eingerichtet worden war.

Es gab nicht genug Krankentragen, um die Verwundeten wegzutragen; ich sah achtzehn Verletzte, die gleichzeitig weggetragen wurden, während zweiundvierzig noch blutend auf dem Boden lagen und auf die Krankenträger warteten. Die Decken, die als Tragen verwendet wurden, waren mit Blut durchtränkt.

Zeitweise hat mich das Spektakel, widerspruchslose Männer systematisch zu blutigem Brei zu schlagen, so angewidert, dass ich mich abwenden musste … Ich fühlte ein undefinierbares Gefühl von hilfloser Wut und Abscheu, fast genauso sehr gegen die Männer, die sich widerspruchslos den Schlägen unterwarfen, wie gegen die Polizei, die die Schlagstöcke führte …

Die Körper kippten im Dreier- und Vierertakt um und bluteten aus großen Wunden an den Köpfen. Gruppe für Gruppe ging vorwärts, setzte sich hin und unterwarf sich den Schägen, bis zur Bewusstlosigkeit, ohne einen Arm zu heben, um die Schläge abzuwehren. Schließlich wurde die Polizei wütend über die Widerstandslosigkeit … Sie begannen, die sitzenden Männer brutal in den Bauch und die Hoden zu treten. Die verletzten Männer krümmten sich und schrien vor Qual, was die Wut der Polizei noch mehr zu entfachen schien … Die Polizei begann dann, die sitzenden Männer an den Armen oder Füßen, manchmal für hundert Meter, zu ziehen und in Gräben zu werfen.“:446–447 :193–195
Millers erste Versuche, die Geschichte an seinen Verleger in England zu übertragen, wurden von den britischen Telegrafenbetreibern in Indien zensiert. Erst nachdem er gedroht hatte, die britische Zensur aufzudecken, durfte seine Geschichte weitergehen. Die Geschichte erschien in 1350 Zeitungen auf der ganzen Welt und wurde von Senator John J. Blaine in die offizielle Akte des Senats der Vereinigten Staaten aufgenommen.:198–199

## Reaktionen
Vithalbhai Patel, ehemaliger Sprecher der Versammlung, beobachtete das Massaker und kommentierte:
„Jede Hoffnung, Indien mit dem Britischen Reich zu versöhnen, ist für immer verloren. Ich kann verstehen, dass jede Regierung Menschen in Gewahrsam nimmt und für Gesetzesverstöße bestraft, aber ich kann nicht verstehen, wie eine Regierung, die sich zivilisiert nennt, so barbarisch und brutal mit gewaltfreien, widerspruchslosen Männern umgehen kann, wie die Briten es heute Morgen getan haben.“:154
Als Reaktion auf die Schläge und die Berichterstattung in der Presse schrieb Lord Irwin an König George:
„Eure Majestät kann es kaum vermeiden, mit Vergnügen die Berichte über die schweren Kämpfe um das Salzlager in Dharasana zu lesen. Die Polizei versuchte lange Zeit, sich zurückzuhalten. Nach einiger Zeit wurde dies unmöglich, und sie mussten auf strengere Methoden zurückgreifen. Viele Menschen erlitten in der Folge kleinere Verletzungen.“:154
Miller schrieb später, dass er ins Krankenhaus ging, wo die Verwundeten behandelt wurden, und „zählte 320 Verletzte, viele noch bewusstlos mit gebrochenen Schädeln, andere winden sich vor Qualen durch Tritte in Hoden und Bauch … Viele der Verletzten hatten stundenlang keine Behandlung erhalten und zwei waren gestorben.“:196